# بانوک‌سنت‌دیوردی
بانوک‌سنت‌دْیْوردْیْ (به مجاری: Bánokszentgyörgy) یک منطقهٔ مسکونی در مجارستان است که در زالا واقع شده‌است.